# 張揚 (1965年)
張揚（1965年11月16日—），台灣智庫國際顧問公司執行長、台灣無人機應用發展協會理事長、郎靜山藝術文化發展學會顧問&策展經紀人。曾以數十年的時間號召社區居民、藝術家保存日治時期華山町許多歷史建物，包含幸町齊東街日式宿舍群、華山酒工場、華山樟腦工場，其中「愛國婦人高等技藝女學校」遺址更是臺北市華山居民共同的歷史記憶。

## 經歷
- 台灣智庫國際顧問公司（TTT）執行長[1]
- 東帝汶福爾摩莎集團總經理
- 福爾摩莎微引擎公司項目總經理
- 中國大陸某著名中藥GMP藥廠 國際部總經理
- 郎靜山藝術文化發展協會 顧問 & 策展經紀人[2]
- 華山人風雲 創辦人 [3][4]
- 華山社區發展協會 總幹事[5]
- 中華民國保護動物協會理事[6]
- 齊東文史工作室策劃[7]
- 臺灣無人機應用發展協會理事長[8]
- 亞太無人機產業聯盟發起人
- 亞洲雨林野生咖啡保育協會總裁
- Hello Kitty Café 台灣總代理(康賜公司) 企畫總監
- 香港商理登公關顧問公司（LHC）品牌總監
- 華視文化事業股份有限公司企劃部
- 表演者國際事業有限公司（Performer）藝術總監